# Ras al-Ajn Kibli
Ras al-Ajn Kibli (arab. رأس العين قبلي) – miejscowość w Syrii w muhafazie Aleppo. W 2004 roku liczyła 2581 mieszkańców.